# Anime Weekend Atlanta
Anime Weekend Atlanta (AWA) (tạm dịch: Anime cuối tuần ở Atlanta) là một hội nghị anime kéo dài ba ngày tổ chức tại khu vực Atlanta, Georgia, thường là vào tháng 9 hàng năm. Kể từ hội nghị đầu tiên vào năm 1995, Anime Weekend Atlanta đã trở thành một trong những hội nghị anime có nhiều người tham dự nhất ở Hoa Kỳ; vào năm 2008, nó trở thành hội nghị anime lớn thứ 10 ở nước này và lớn nhất ở Đông Nam Hoa Kỳ.. Hội nghị năm 2011 sẽ được tổ chức từ ngày 30 tháng 9 đến 2 tháng 10 năm 2011 tại khách sạn Renaissance Waverly, miền bắc bang Atlanta.

## Lịch sử
| Ngày                    | Địa điểm                                                                                             | Tham dự | Khách mời |
| ----------------------- | --- | ------- | --- |
| 27-29 tháng 10 năm 1995 | Castlegate Hotel & Conference Center Atlanta, Georgia                                                |         | Ed Hill, Bruce Lewis, Bill Mayo, and Vaughan Simmons. |
| 11-13 tháng 10 năm 1996 | Holiday Inn Atlanta Airport North Atlanta, Georgia                                                   |         | |
| 14-16 tháng 11 năm 1997 | Atlanta Marriott North Central Atlanta, Georgia                                                      | 1.350   | Amy Howard-Wilson, Shinpei Itoh. |
| 9-11 tháng 10 năm 1998  | Atlanta Marriott North Central Atlanta, Georgia                                                      | 1.400   | Amy Howard-Wilson. |
| 8-10 tháng 10 năm 1999  | Atlanta Marriott Gwinnett Place Duluth, Georgia                                                      | 2.000   | Tiffany Grant, Amy Howard-Wilson, Mari Iijima, and Brett Weaver. |
| 6-8 tháng 10 năm 2000   | Crowne Plaza-Atlanta Ravinia Dunwoody, Georgia                                                       | 2.700   | Steve Bennett, Michael Brady, Jessica Calvello, Tim Eldred, Peter Fernandez, Tiffany Grant, Ed Hill, Carl Gustav Horn, Amy Howard-Wilson, Bruce Lewis, Neil Nadelman, Corinne Orr, Lisa Ortiz, and Brett Weaver. |
| 21-23 tháng 9 năm 2001  | Sheraton Gateway Hotel Atlanta Airport Georgia International Convention Center College Park, Georgia | 3.150   | Jonathan Clements, Nickey Froberg, Tiffany Grant, Amy Howard-Wilson, and Brett Weaver. |
| 27-29 tháng 9 năm 2002  | Sheraton Gateway Hotel Atlanta Airport Georgia International Convention Center College Park, Georgia |         | Steve Bennett, Tim Eldred, Nickey Froberg, Matt Greenfield, Amy Howard-Wilson, Bruce Lewis, Kelly Manison, Monica Rial, Jan Scott-Frazier, John Sirabella, Doug Smith, Kira Vincent-Davis, Brett Weaver, and David Williams. |
| 26-28 tháng 9 năm 2003  | Renaissance Waverly Hotel Cobb Galleria Centre Atlanta, Georgia                                      | 4.584   | Steve Bennett, Jo Chen, Kelli Cousins,Robert DeJesus, Tim Eldred, Peter Fernandez, Nickey Froberg, Carl Gustav Horn, Amy Howard-Wilson, Allison Keith, Hiroyuki Kitakubo, Fred Ladd, Bruce Lewis, Jason Martin, Neil Nadelman, Toshio Okada, Corinne Orr, Monica Rial, Jan Scott-Frazier, Rosearik Rikki Simons, Doug Smith, Kira Vincent-Davis, Brett Weaver, David Williams, and Tavisha Wolfgarth-Simons.  |
| 24-26 tháng 9 năm 2004  | Renaissance Waverly Hotel Cobb Galleria Centre Atlanta, Georgia                                      | 5.837   | Christine Auten, Jonathan Clements, Emily DeJesus, Robert DeJesus, Fred Gallagher, Lauren Goodnight, Carl Gustav Horn, Amy Howard-Wilson, Mari Iijima, Patrick Macias, Helen McCarthy, Vic Mignogna, Neil Nadelman, Fred Patten, Stephanie Sheh, Kari Wahlgren, David Williams, and Larissa Wolcott. |
| 23-25 tháng 9 năm 2005  | Renaissance Waverly Hotel Cobb Galleria Centre Atlanta, Georgia                                      | 7.505   | Greg Ayres, Jessica Boone, Emily DeJesus, Robert DeJesus, Tim Eldred, Lisa Furukawa, Lauren Goodnight, Ed Hill, Carl Gustav Horn, Yoko Ishida, Vic Mignogna, Neil Nadelman, Mariela Ortiz, Peelander-Z, Fred Perry, Stan Sakai, Select Start, Rosearik Rikki Simons, Mike Sinterniklaas, David Williams, and Tavisha Wolfgarth-Simons.                                                                        |
| 22-24 tháng 9 năm 2006  | Renaissance Waverly Hotel Cobb Galleria Centre Atlanta, Georgia                                      | 8.949   | Masahiro Aizawa, Keitaro Arima, Luci Christian, Emily DeJesus, Robert DeJesus, Lauren Goodnight, Carl Gustav Horn, Amy Howard-Wilson, Vic Mignogna, Neil Nadelman. Sasha Paysinger, Fred Perry, Monica Rial, Stephanie Sheh, Mike Sinterniklaas, TsuShiMaMiRe, David Williams, and Travis Willingham. |
| 21-23 tháng 9 năm 2007  | Renaissance Waverly Hotel Cobb Galleria Centre Atlanta, Georgia                                      | 10.200  | Greg Ayres, The Captains, Colleen Clinkenbeard, Emily DeJesus, Robert DeJesus, The Emeralds, Lauren Goodnight, Carl Gustav Horn, Amy Howard-Wilson, Noboru Ishiguro, Mike McFarland, Vic Mignogna, Neil Nadelman, Chris Patton, Peelander-Z, Monica Rial, Rosearik Rikki Simons, Barbara Staples, David Williams, and Tavisha Wolfgarth-Simons.                                                               |
| 19-21 tháng 9 năm 2008  | Renaissance Waverly Hotel Cobb Galleria Centre Atlanta, Georgia                                      | 11.101  | The Captains, Emily DeJesus, Robert DeJesus, The Emeralds, Peter Fernandez, Ya Ya Han, Carl Gustav Horn, Amy Howard-Wilson, Patrick Macias, Vic Mignogna, Neil Nadelman, Corinne Orr, Fred Perry, Monica Rial, Rosearik Rikki Simons, Barbara Staples, Jonathan Tarbox, TsuShiMaMiRe, David Williams, Travis Willingham, Dave Wilson, and Tavisha Wolfgarth-Simons.                                           |
| 18-20 tháng 9 năm 2009  | Renaissance Waverly Hotel Cobb Galleria Centre Atlanta, Georgia                                      | 11.717  | Troy Baker, Jennie Breeden, Ashley Clark, Camilla d'Errico, Emily DeJesus, Robert DeJesus, Tim Eldred, Caitlin Glass, Yaya Han, Carl Gustav Horn, Amy Howard-Wilson, Samantha Inoue-Harte, Helen McCarthy, Vic Mignogna, Misako Rocks!, Neil Nadelman, Omodaka, Outland Armour, Peelander-Z, PikaBelleChu, Rosearik Rikki Simons, Jonathan Tarbox, David Williams, Dave Wilson, and Tavisha Wolfgarth-Simons. |
| 17-19 tháng 9 năm 2010  | Renaissance Waverly Hotel Cobb Galleria Centre Atlanta, Georgia                                      | 12.718  | Shinji Aramaki, Laura Bailey, Jennie Breeden, Tim Eldred, Yaya Han, Carl Gustav Horn, Amy Howard-Wilson, Samantha Inoue-Harte, Helen McCarthy, Vic Mignogna, Neil Nadelman, Lisa Ortiz, Rosearik Rikki Simons, Mike Sinterniklaas, Jonathan Tarbox, David Williams, Travis Willingham, David G. Wilson III, Tavisha Wolfgarth-Simons.                                                                         |